# Charles Otis Whitman
Charles Otis Whitman (Woodstock, 14 dicembre 1842 – Worcester, 6 dicembre 1910) è stato un etologo, biologo e docente statunitense.
Whitman è stato uno zoologo che ha influenzato i primi studi dell'etologia e un docente che ha approfondito temi come l'evoluzione e l'embriologia dei vermi, l'anatomia comparata e il comportamento animale.

## Biografia

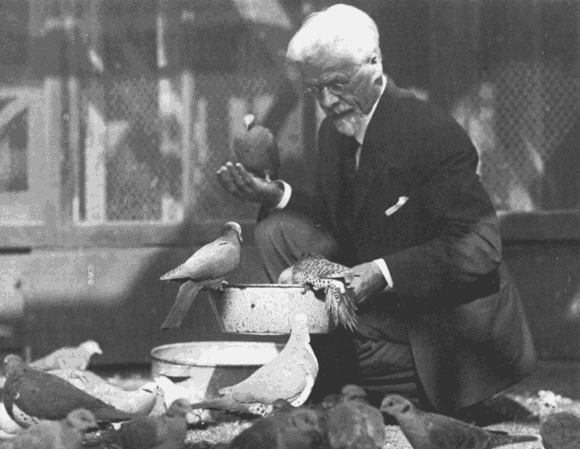
Charles Otis Whitman nel 1900

Whitman è nato a  Woodstock nel Maine il 14 dicembre 1842. Cresciuto in una fattoria e ha dimostrato da subito interesse per la storia naturale. Ha studiato nelle scuole pubbliche e malgrado le scarse disponibilità economiche della famiglia voleva accedere all'istruzione universitaria. Così insegnò e fece tutoraggio in scuole private finché riuscì ad iscriversi all'università e a laurearsi nel 1868. Poi iniziò come preside presso la Westford Academy nel Massachusetts e infine si trasferì a Boston presso la English High School. Qui conobbe Harvard Louis Agassiz e nel 1874 entrò nella Boston Society of Natural History per dedicarsi completamente allo studio della zoologia.

## Attività
Charles Otis Whitman fu un ricercatore che si applicò a vari campi di interesse dando contributi significativi nell'embriologia, nella morfologia, nell'anatomia comparata, nella storia naturale e nello studio del comportamento animale. Ha ricoperto ruoli accademici come ad esempio nel dipartimento di biologia dell'Università di Chicago, dove ha influenzato col suo metodo di lavoro molti ricercatori della sua generazione e di quelle successive. È stato il primo direttore del Marine Biological Laboratory a Woods Hole.

## Lavori
- (EN) Methods of Research in Microscopical Anatomy and Embryology, Norderstedt, Hansebooks GmbH, 2017, OCLC 1190368445.
- (EN) con Wood's Hole. Marine Biological Laboratory., Biological lectures from the Marine Biological Laboratory Wood's Holl, Mass. 1898, Boston, Ginn & Co., 1899, OCLC 636090719.